# Wędrowanie exit-seeking
Wędrowanie exit-seeking – symptom wędrowania osób z demencją lub chorobą Alzheimera, polegający na silnej chęci zmiany przez daną osobę miejsca, w którym się aktualnie znajduje na inne, poprzez znalezienie wyjścia z miejsca pobytu (placówki opiekuńczej lub mieszkania) i oddalenie się od niej, często na znaczne odległości.
Wędrowanie exit-seeking dotyka najczęściej ludzi w środkowej fazie choroby demencyjnej, kiedy to osoba starsza nie jest już w stanie efektywnie korzystać z pamięci krótkotrwałej, upośledzona jest zdolność rzeczowej oceny sytuacji i logicznego myślenia, a wskutek rosnącej dezorientacji zmniejsza się poczucie bezpieczeństwa. Jednocześnie w fazie tej podopieczni w dalszym ciągu posiadają w wystarczającej ilości te kompetencje, które są niezbędne w sytuacjach interakcji społecznych, a więc np. potrafią zadbać o ubranie i wygląd zewnętrzny. Procesy kognitywne przebiegają u nich w sposób pozornie logiczny, a zatem wyjście poza środowisko zamieszkania ma określony cel i silną motywację (nakarmienie dzieci, ugotowanie obiadu dla rodziny, podlanie roślin, itp.). Senior nie zdaje sobie sprawy, że od pewnego czasu przebywa w placówce opiekuńczej – jest w dużym stopniu pewien, że nadal ponosi odpowiedzialność życiową za np. rodzinę lub karierę zawodową i realizuje wzorce zachowań utrwalone w stosunkowo dobrze jeszcze funkcjonującej pamięci długotrwałej.
Zaobserwowano prawidłowość, że seniorzy starają się opuszczać miejsce pobytu zwykle po posiłkach, co jest związane z wcześniejszymi nawykami – zwykle po jedzeniu przystępuje się do różnych czynności, czy to domowych, czy zawodowych. W placówkach wędrówki podejmowane są również w czasie zmiany opiekunów, co przypomina podopiecznym zakończenie zmiany, dniówki, itp. Część seniorów, napotykając zamknięte drzwi wpada w rozdrażnienie lub nawet agresję.
Statystyki wskazują, że 15-60% osób z demencją przejawia zachowania wędrowne, a 72% osób, które opuszczają miejsce pobytu, będzie próbowało ponownie do tego doprowadzić.
Wędrowanie exit-seeking może być przyczyną zagrożeń i urazów dla seniora. Może on upaść, wpaść na różne przeszkody terenowe, do zbiornika wodnego, doznać wypadku komunikacyjnego, czy stać się ofiarą napadu rabunkowego.
W placówkach opiekuńczych jako remedium na wędrówki exit-seeking stosuje się włączanie podopiecznych w czynności przypominające pracę zawodową lub obowiązki domowe, w tym zwłaszcza po posiłkach (wycieranie zastawy, zamiatanie sali, składanie obrusów, prace w ogrodzie). Zadania te muszą być jednak dostosowane do kompetencji i kondycji seniora. Odpowiednio dobrane mają wysoką efektywność. Niezależnie od tego odchodzi się od wyhamowywania skłonności do wędrowania, gdyż zaobserwowano, że statystyczny senior demencyjny, który dużo wędruje charakteryzuje się lepszą zdrowotnością i sprawnością fizyczną, niż inni, preferujący małą ilość ruchu i aktywności fizycznej. Umożliwienie wędrówek wiąże się jednak z zabezpieczeniem odpowiednich terenów (korytarzy, ogrodów), usunięciem barier architektonicznych, ogrodzeniem zbiorników wodnych, a także zapewnieniem odpowiedniej, bogatszej w kalorie diety osobom stale wędrującym, co zrównoważy utratę wagi w wyniku tego rodzaju aktywności.